# الکساندر دوم، پادشاه سوریه
الکساندر دوم زابیناس (به یونانی: Ἀλέξανδρoς Zαβίνας) پادشاه سلوکی در عصر هلنیستی بود که میان سال‌های ۱۲۸ تا ۱۲۳ پیش از میلاد به عنوان پادشاه سوریه سلطنت کرد. اصل و نسب حقیقی او مورد بحث است. اکثر مورخان باستانی و اجماع آکادمیک مدرن معتقدند که ادعای الکساندر دوم مبنی بر سلوکی بودن نادرست است. نام خانوادگی او «زابیناس» نامی سامی است که معمولاً به «خریداری» ترجمه می‌شود. با این حال، ممکن است الکساندر دوم فرزند مشروع الکساندر بالاس باشد، زیرا نام خانوادگی می‌تواند به معنای «خرید شده از جانب خدا» باشد. شمایل نگاری سکه‌های ضرب شده الکساندر دوم نشان می‌دهد که او ادعای خود برای تاج و تخت سلوکی را بر پایه تبار خود از آنتیوخوس چهارم، پدر الکساندر یکم بنا نهاده‌است.
ظهور الکساندر دوم زابیناس به دشمنی‌های سلسله‌ای پادشاهی سلوکی مرتبط است. هم سلوکوس چهارم و هم برادرش آنتیوخوس چهارم فرزندانی داشتند که برای تاج و تخت رقابت می‌کردند و این امر باعث شده بود که کشور جنگ‌های داخلی گسترده‌ای را تجربه کند. اوضاع با دخالت مصریان بطلمیوسی پیچیده‌تر نیز شده بود اما پس از مدتی تنش میان سلوکیان و بطلمیوسیان با ازدواج‌های دودمانی میان این دو خاندان سلطنتی تسهیل شد. در سال ۱۲۸ پیش از میلاد، دیمتریوس دوم که نماینده شاخه سلسله سلوکوس چهارم بود، برای کمک به کلئوپاترای دوم که درگیر جنگ داخلی علیه برادرش، بطلمیوس هشتم بود، به مصر حمله کرد. پادشاه مصر که از این تهاجم خشمگین شده بود، شورش‌هایی را در شهرهای سوریه علیه دمتریوس دوم برانگیخت و الکساندر دوم، نماینده شاخه سلسله آنتیوخوس چهارم را به عنوان پادشاه سوریه به رسمیت شناخت. الکساندر دوم توانست با حمایت نیروهای مصری در سال ۱۲۸ پیش از میلاد، انطاکیه، پایتخت سوریه را تصرف کند. سپس الکساندر با دیمتریوس دوم جنگید و او را در سال ۱۲۵ پیش از میلاد قاطعانه شکست داد. دیمتریوس شکست خورده نزد همسرش کلئوپاترا تئا در شهر بطلمیاس فرار کرد، اما از سوی او پذیرفته نشد و در نهایت هنگام تلاش برای پناه بردن به شهر صور به قتل رسید.
با مرگ دیمتریوس دوم، الکساندر دوم ارباب سوریه شد و قلمرو را به جز یک بخش کوچک در اطراف بطلمیاس که کلئوپاترا تئا در آن حکومت می‌کرد، تحت سلطه خود درآورد. الکساندر دوم پادشاه محبوبی بود که به مهربانی و طبیعت بخشنده‌اش معروف بود. او روابط دوستانه ای با هورکانوس یهودی داشت اما موفقیت‌های پی‌درپی الکساندر دوم مورد استقبال بطلمیوس هشتم قرار نگرفت، زیرا که نمی‌خواست پادشاهی قدرتمند بر تاج و تخت سوریه حاکم باشد؛ بنابراین، در سال ۱۲۴ پیش از میلاد، اتحادی بین مصر و کلئوپاترا تئا برقرار شد، که اکنون به‌طور مشترک با آنتیوخوس هشتم، پسرش از دمتریوس دوم، حکومت می‌کرد. الکساندر دوم شکست خورد و به انطاکیه گریخت و در آنجا معبد زئوس را غارت کرد تا به سربازانش دستمزدی بدهد اما با این عمل، مردم از وی روی گرداندند و او مجبور شد فرار کند اما در نهایت اسیر شد. الکساندر دوم احتمالاً در سال ۱۲۳ پیش از میلاد توسط آنتیوخوس هشتم اعدام شده و بدین ترتیب به نسل آنتیوخوس چهارم نیز پایان داده شده‌است.